# 박광룡
박광룡(朴光龍, 1992년 9월 27일~)은 조선민주주의인민공화국의 축구 선수로 포지션은 공격수이며 2014년 아시안 게임 은메달 멤버이다.

## 구단 경력
2007년 기관차체육단 입단 후 2010년부터 2011년까지 월미도체육단과 기관차체육단에서 활동하다가 2011년 스위스 슈퍼리그의 FC 빌 이적을 통해 데뷔 4년만에 유럽 무대에 첫 발을 내디뎠다.
이후 같은 리그의 FC 바젤로 이적하여 2013-14 시즌까지 19경기 3골을 기록하며 2011-12 시즌 리그 우승, 2011-12년 스위스컵 우승, 2011년 위렌컵 우승을 경험했고 2013년부터 2015년까지 리히텐슈타인의 명문 구단인 FC 파두츠에서 임대 선수로 48경기 12골을 터뜨리며 2013-14 시즌 스위스 챌린지 리그 우승 및 1부 리그 승격, 2013-14년 리히텐슈타인컵 우승의 주역으로 활약했다.
그 뒤 2015년부터 2017년까지 FC 빌-비엔과 FC 로잔 스포르 소속으로 58경기 15골을 기록하며 로잔 스포르의 2015-16 시즌 스위스 챌린지 리그 우승 및 1부 리그 승격에 이바지했으며 특히 2015-16 스위스 챌린지 리그에서 10골을 터뜨리며 FC 아라우의 파트릭 로시니와 함께 득점 랭킹 공동 5위에 이름을 올리는 기염을 토한 뒤 2016-17 시즌에서도 리그 30경기를 비롯해 31경기 4골을 기록했다.
그리고 2016-17 시즌을 마치고 오스트리아 분데스리가의 SKN 장크트푈텐으로 이적하여 2018-19 시즌까지 52경기 10골을 기록하며 팀의 2018-19 리그 챔피언십 라운드 진출에 기여했으나 유럽 연합의 대북 제재로 인해 3년만에 팀을 떠나게 되었다.

## 국가대표팀 경력
2009년 조선민주주의인민공화국 축구 국가대표팀 첫 합류 이후 키르기스스탄과의 2010년 AFC 챌린지컵 B조 조별리그 2차전에서 국제 A매치 데뷔골을 터뜨려 팀의 사상 첫 AFC 챌린지컵 우승의 초석을 다졌고 2년 후 열린 팔레스타인과의 2012년 AFC 챌린지컵 준결승전에서도 멀티골을 터뜨려 2회 연속 챌린지컵 우승의 주역으로 맹활약하며 이 대회 베스트 11에도 선정되는 영예를 안았다.
그리고 조선민주주의인민공화국 U-23 축구 국가대표팀 소속으로 2010년 아시안 게임과 2014년 아시안 게임에 출전하여 이 가운데 2014년 대회에서 1990년 이후 24년만에 조선민주주의인민공화국의 아시안 게임 은메달 획득에 기여했으며 A대표팀 소속으로 2019년 AFC 아시안컵 본선에 참가하여 팀의 유일무이한 득점을 기록하는 등 현재까지 A매치 통산 39경기 14골을 기록하고 있다.

## 여담
박광룡은 FC 바젤 시절 대한민국 국가대표팀의 수비수인 박주호와 2011년부터 2013년까지 같은 팀에서 활동하였다.

## 선수 이력
- 2010년 AFC 챌린지컵 국가대표
- 2010년 아시안 게임 남자 축구 국가대표
- 2012년 AFC 챌린지컵 국가대표
- 2014년 아시안 게임 남자 축구 국가대표
- 2015년 AFC 아시안컵 국가대표
- 2015년 EAFF 동아시안컵 국가대표
- 2019년 AFC 아시안컵 국가대표

## 수상

### 구단
FC 바젤
- 스위스 슈퍼리그 : 우승 (2011-12)
- 스위스컵 : 우승 (2011-12)

 FC 파두츠
- 스위스 챌린지 리그 : 우승 (2013-14)
- 리히텐슈타인컵 : 우승 (2013-14)

 로잔 스포르
- 스위스 챌린지 리그 : 우승 (2015-16)

### 국가대표팀
조선민주주의인민공화국
- 아시안 게임 축구 : 은메달 (2014)
- AFC 챌린지컵 : 우승 (2010, 2012)

### 개인
- AFC 챌린지컵 베스트 11 : 2012